# Kristmann Guðmundsson
Kristmann Guðmundsson (Þverfell, 23 ottobre 1902 – Reykjavík, 20 novembre 1983) è stato uno scrittore islandese.
Stabilitosi in Norvegia nel 1924, esordì nel 1927 con L'abito da sposa, romanzo tradizionale islandese. Nei romanzi Il mattino della vita (1929) e La montagna sacra (1932) sfoggiò una profonda analisi psicologica dei personaggi.

## Opere principali
- L'amore di Sigmar (Islandsk Kjærlighet, 1924), Milano, Mondadori, 1939 traduzione di Giacomo Prampolini
- Brudekjolen (1927)
- Il mattino della vita (Livets morgen, 1929), Milano, Mondadori, 1935 traduzione di Giacomo Prampolini
- Den blå kyst (1931)
- Det hellige fjeld (1932)
- Den første vår (1933)
- Hvite netter (1934)
- Lampen (1936)
- Jordens Barn' (1937)
- Gudinnen og oksen (1938)
- Þokan rauða (1950)